# Ambassadörerna
Ambassadörerna är en målning från 1533 av den tyske konstnären Hans Holbein den yngre. Den finns idag på National Gallery i London.

## Målningens historia
Hans Holbein d.y. målade den tavla som kommit att kallas Ambassadörerna 1533. Han arbetade då i London, nära det kungliga hovet. Han porträtterade bland andra kung Henrik VIII, hovastronomen Nicolaus Kratzer och kungens rådgivare Thomas More. Ambassadörerna är ett dubbelporträtt av Jean de Dinteville, fransk ambassadör i London och Georges de Selve, fransk biskop som också besökte London. Målningen antas ha tillkommit på uppdrag av Dinteville. 
Europa och England präglades vid tiden av starka religiösa spänningar. Martin Luther och andra reformatorer orsakade splittring inom kyrkan. Henrik VIII hotade att bryta med den romersk-katolska kyrkan. Frankrikes kung Frans I hade sänt Dinteville till London för att medla i konflikten. Det har föreslagits att Selve kommit dit med instruktioner från Frans till Dinteville.
Det är belagt att tavlan 1589 hängde i Dintevilles slott i Polisy i nordöstra Frankrike. På 1800-talet fanns den i tavelsamlingen på Longford Castle i England. Ägaren, lord Radnor, sålde den 1890 till brittiska staten. Den har därefter varit placerad på National Gallery i London. Vid försäljningen visste man att tavlan var målad av Holbein men det var okänt vilka som porträtterades. Konsthistorikern Mary Hervey kunde 1900 i boken Holbein's "Ambassadors" : the picture and the men slå fast att målningen föreställde Jean de Dinteville och Georges de Selve.

## Beskrivning

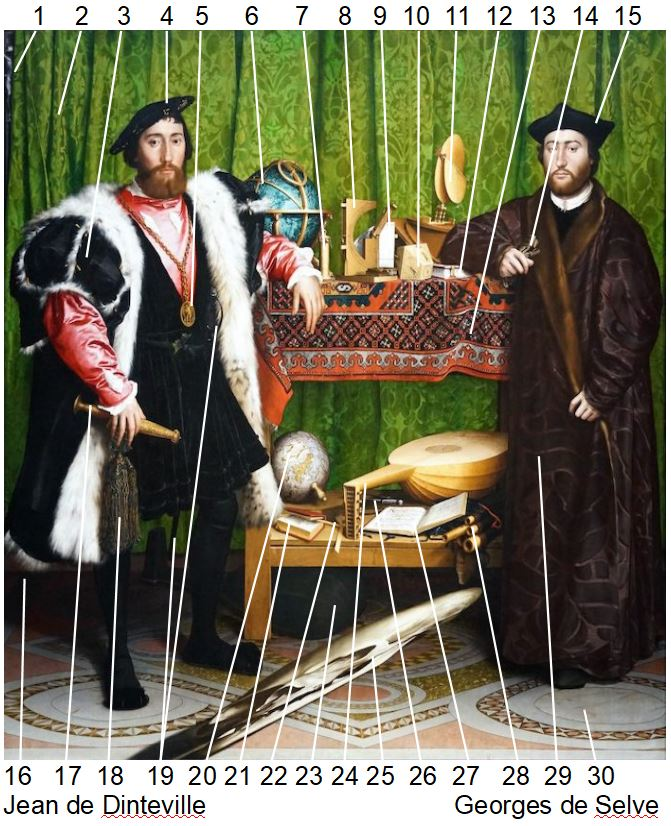
Hans Holbein d.y.: Ambassadörerna (1533): 1. Krucifix, 2. Draperi, 3. Pälsbrämad kappa, 4. Barett med brosch, 5. Medaljong från Mikaelsorden, 6. Himmelsglob, 7. Cylindersolur, 8. ”Universal equinoctial dial”, 9. ”Horary quadrant”, 10. Polyeder-solur, 11. Torquetum, 12. Bok, 13. Ottomansk duk, 14. Handskar, 15. Mössa, 16. Holbeins signatur, 17. Dolk, 18. Tofs, 19. Svärd, 20. Jordglob, 21. Lärobok i matematik, 22. Vinkelhake, 23. Fodral till luta, 24. Luta, 25. Anamorfos av dödskalle, 26. Passare, 27. Psalmbok, 28. Fodral med flöjter, 29. Pälsbrämad kappa, 30. Marmorgolv.

1996 genomgick målningen en omfattande restaurering och då gjordes först en noggrann teknisk undersökning. Tavlan är i stort format, 207 × 209,5 cm. Holbein har använt linoljefärg på en pannå gjord av tio vertikala ekplankor. I vissa partier är linoljan värmebehandlad eller uppblandad med tallharts. För knivslidan (17), tofsen under den (18) och andra detaljer har guldpigment eller bladguld använts. Holbein verkar har målat ganska snabbt och gjort få förändringar under gång.
På tavlan ser man två mycket elegant klädda unga män, till vänster Frankrikes ambassadör i London Jean de Dinteville, 29 år, till höger biskopen i Lavaur, Georges de Selve, 25 år (enligt vissa bedömare 28 respektive 24 år). De lutar sig mot ett bord eller en hylla med två plan.
Dinteville bär en bredaxlad kappa (3) med kanter av hermelin- eller lodjurspäls- Han har en barett prydd med en brosch med en dödskalle (4). På bröstet hänger en medaljong som visar att han är medlem i Mikaels-orden (5), Frankrikes mest prestigefyllda orden. Han bär svärd (19) och dolk (17). På dolkens slida står på latin ”ÆT SVÆ 29”, vilket brukar tolkas som att Dinteville är 29 år gammal men som också kan betyda att han är på sitt tjugonionde år, alltså 28 år gammal.
På andra sidan hyllan står Georges de Selve, utnämnd till biskop redan som 18-åring men ännu för ung för att vigas till sitt ämbete. Han lutar sig mot en bok på vars snitt man kan läsa ”ÆT IS SVÆ 25”, alltså 25 år gammal (12). Han är klädd i en rock av sidendamast, också den pälskantad (29).

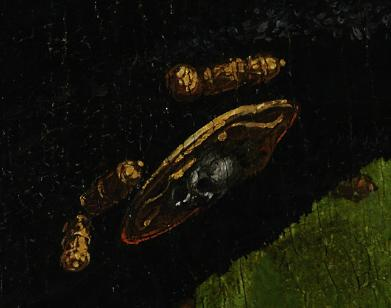
Barett med dödskalle. (4)
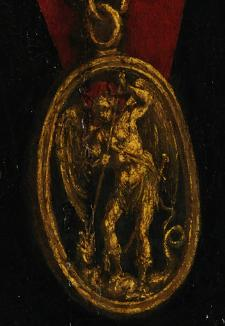
Mikaelsorden (5)
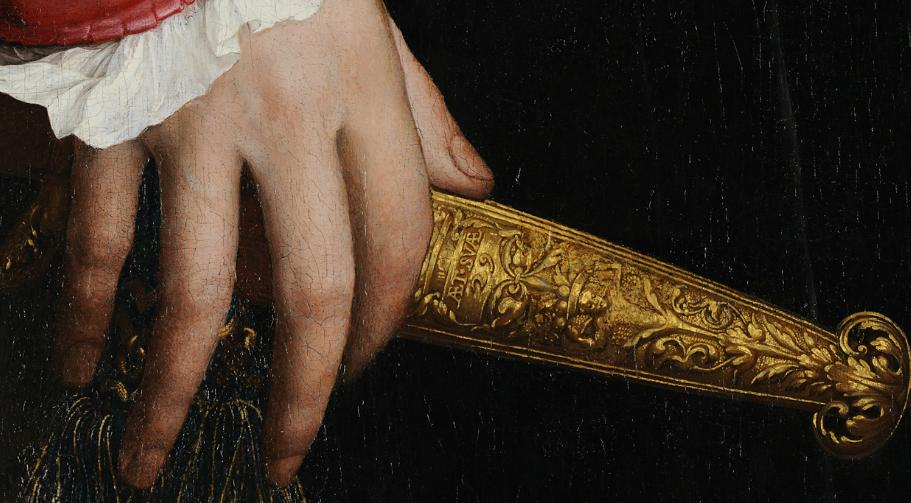
Dolk med Dintevilles ålder (17)
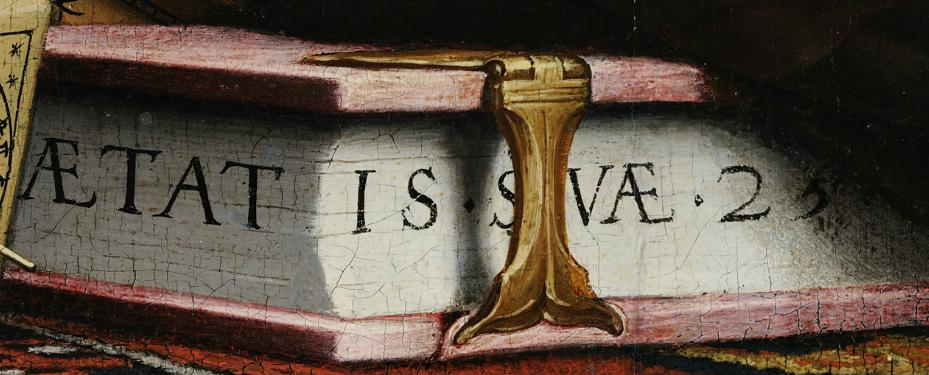
Bok med Selves ålder (12).

De båda hyllplanen är fyllda av föremål med anknytning till Quadrivium. På övre planet, på en orientalisk duk, finns en himmelsglob och andra objekt med koppling astronomi. Det antas att instrumenten tillhörde Englands hovastronom Nicolaus Kratzer, som Holbein kände och hade målat av 1528. På det nedre planet syns en jordglob och andra föremål med koppling till geometri, aritmetik och musik.

### Övre hyllplanet
- Himmelsgloben (6) liknar glober tillverkade av Johannes Schöner. Stjärnorna avbildas med bara två olika magnituder. Det visar att den är gjord från ett träsnitt, kopparstick kunde göras mer detaljerade. Den anses visa stjärnhimlen som den ser ut från staden Rom, 12 juli. Stjärnbilden Cygnus (Svanen) framställs som en en tupp, symbol för Frankrike.
- Cylindersoluret (7), även kallat Horologium viatorum, är det enklaste instrumentet på planet. Det går inte att säkert säga vilket datum dess visare anger, fyra dagar är möjliga.
- Soluret bredvid (8), ”Universal equinoctial dial” på engelska, saknar en komponent. Samma ofullständiga instrument fanns med redan på Holbeins porträtt av Kratzer.
- Horarium bilimbatum, (9), ”Horary quadrant”, är ett slags solur som kom i bruk i början av 1500-talet.
- Solurspolyedern (10) var ett mycket avancerat instrument. Tre sidor med var sin visare syns. De pekar dock mot tre olika tidpunkter. Överst finns en kompass för korrekt inställning av instrumentet.
- Torquetum (11) längst till höger är ett slag av instrument som är känt sedan mitten av 1200-talet. Det var vridbart längs tre olika axlar. Det användes troligen för att bestämma himlakroppars koordinater och i undervisningssyfte men var aldrig något av de viktigare redskapen inom astronomin.[7][8]

### Nedre hyllplanet
- Jordgloben (20) är placerad rakt under himmelsgloben. Platsen för Dintevilles lantegendom, Polisy, är utmärkt. (Detta ledde Hervey till Dinteville.)
- Framför globen finns en räknelära (21) författad av Petrus Apianus 1529. Med hjälp av en vinkelhake (22) är boken uppslagen på kapitlet om division, delning.
- En elvasträngad luta där en sträng har brustit (24).
- Under eller bakom lutan finns en passare (26).
- Framför lutan ligger en protestantisk psalmbok (27). Uppslaget visar dock två sidor som i originalet är åtskilda.
- Till höger ett fodral med plats för fem flöjter men en flöjt saknas (28).

### Draperi, krucifix, signering, fodral, golv, dödskalle
- Bakgrunden utgörs av ett mönstrat grönt draperi vävt i sidendamast (2). Vid den tekniska undersökningen 1996 framkom att Holbein börjat att måla en gulbrun bakgrund, som om han avsåg att avbilda en träpanel men sedan alltså ändrat sig[1].
- Överst till vänster, i en glipa i draperiet, syns ett silverkrucifix (1).
- Holbeins signatur syns mycket svagt i den djupa skuggan bakom Dinteville (16)[2][9]. (Det har föreslagits att dödskallen skulle vara ett slags signatur, ”dödskalle = ihåligt ben = hohl Bein”, men teorin avfärdas av flertalet bedömare[3][10].)
- Det elegant mönstrade marmorgolvet (30) liknar golvet i drottning Anne Boleyns kröningskapell i Westminster Abbey. Dinteville var närvarande vid kröningen.[5][3]
- På golvet, under hyllan, ligger lutans fodral (23).
- Ovanför golvet svävar ett märkligt objekt (30). När tavlan kom i National Gallerys ägo 1890 var det okänt vad det föreställde. Sedan tavlan restaurerats och färgerna blivit mycket klarare framgick det att Holbein hade målat en dödskalle i förvrängt perspektiv, en anamorfos. Kraniet syns tydligt om tavlan betraktas i sned vinkel från höger (optimalt 12 cm framför tavlan, 104 cm från dess botten och 79 cm till höger om tavlan[11]).

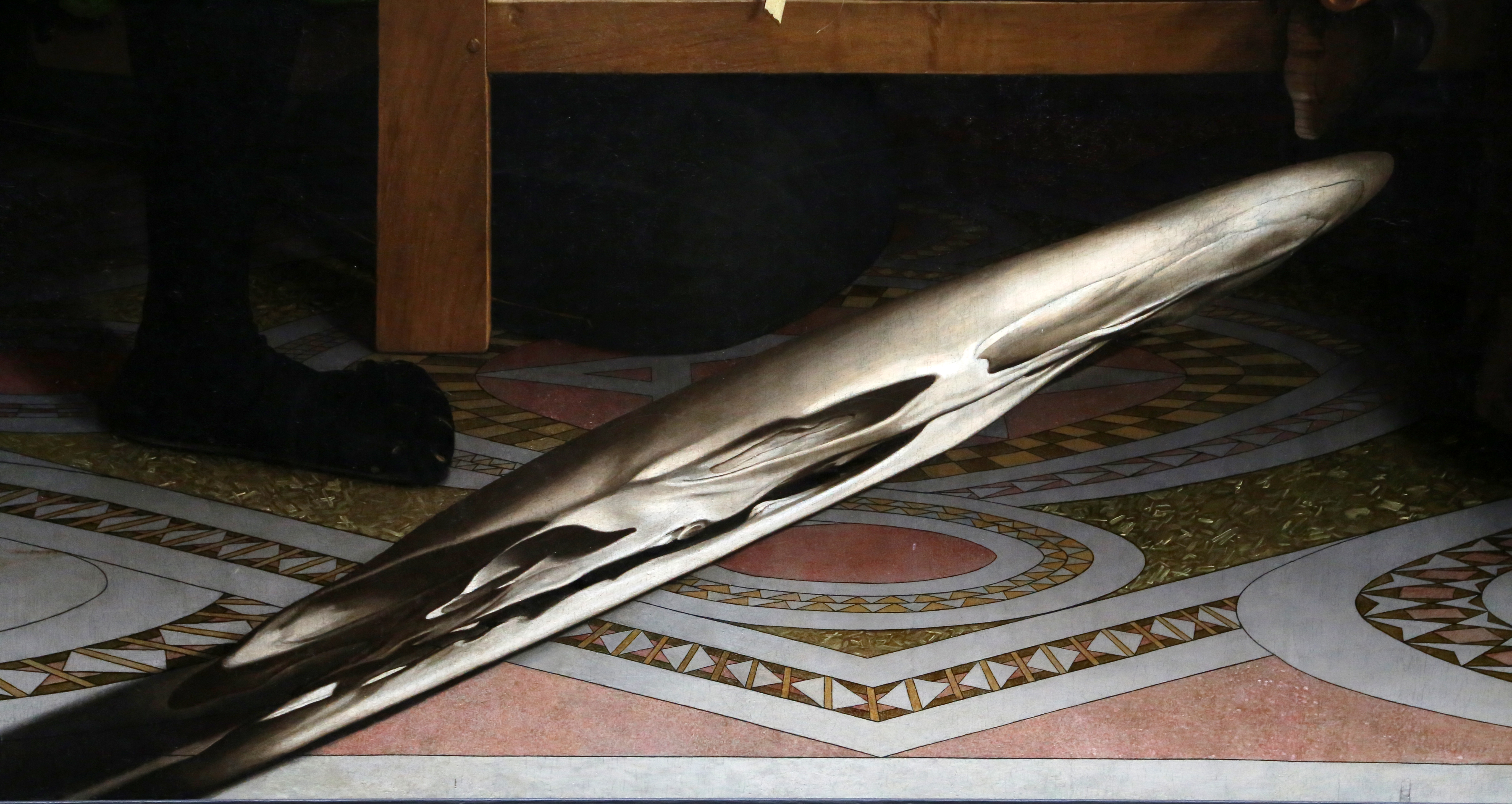
Tavlan sedd framifrån,
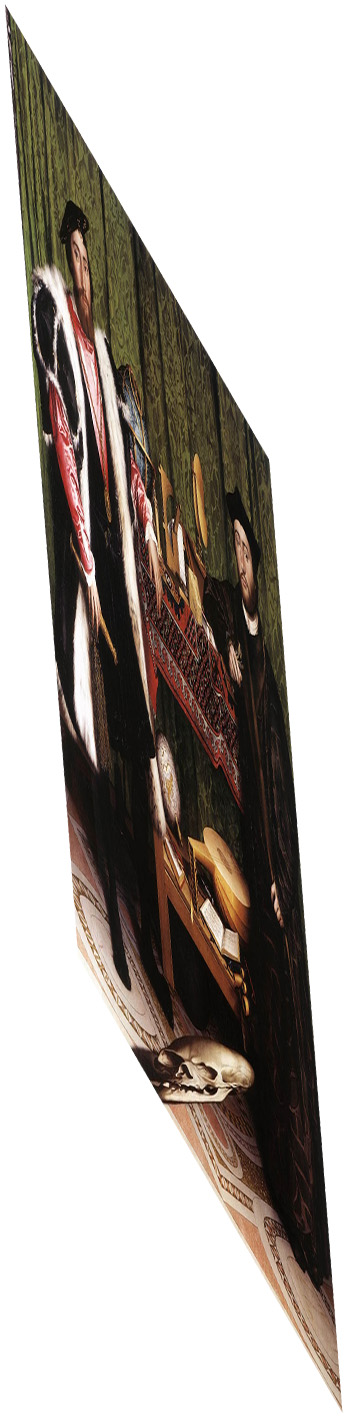
Om man betraktar bilden i sned vinkel …
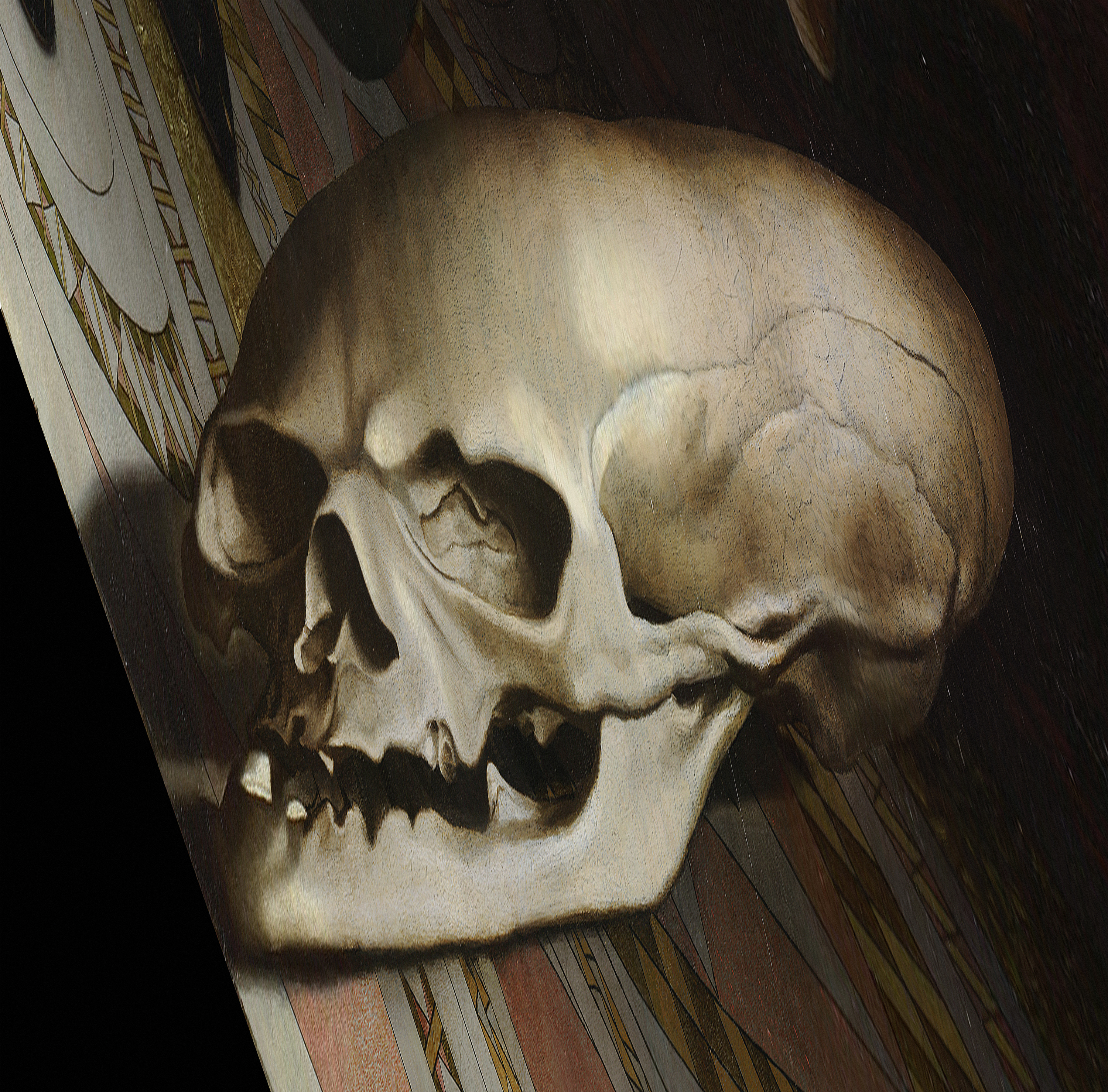
… framträder ett kranium.

## Möjliga förebilder
Hans Holbein hade i Ambassadörerna nytta av måleritekniker han provat sig fram till i tidigare verk. Hans målning av Thomas More från 1527 visar More i en skjorta som har likheter med den som Dinteville bär. Det samma gäller porträttet av George Gisze (1532).
Holbeins serie träsnitt Dödsdansen avslutas med trycket ”Dödens vapensköld”, vars komposition ansetts ha likheter med Dinteville och Selve stående på var sin sida om en dödskalle.

Jennifer Nelson menar att Holbein måste ha tänkt på ett träsnitt av Albrecht Dürer när han gjorde sin bild av en perspektiviskt starkt förkortad luta.

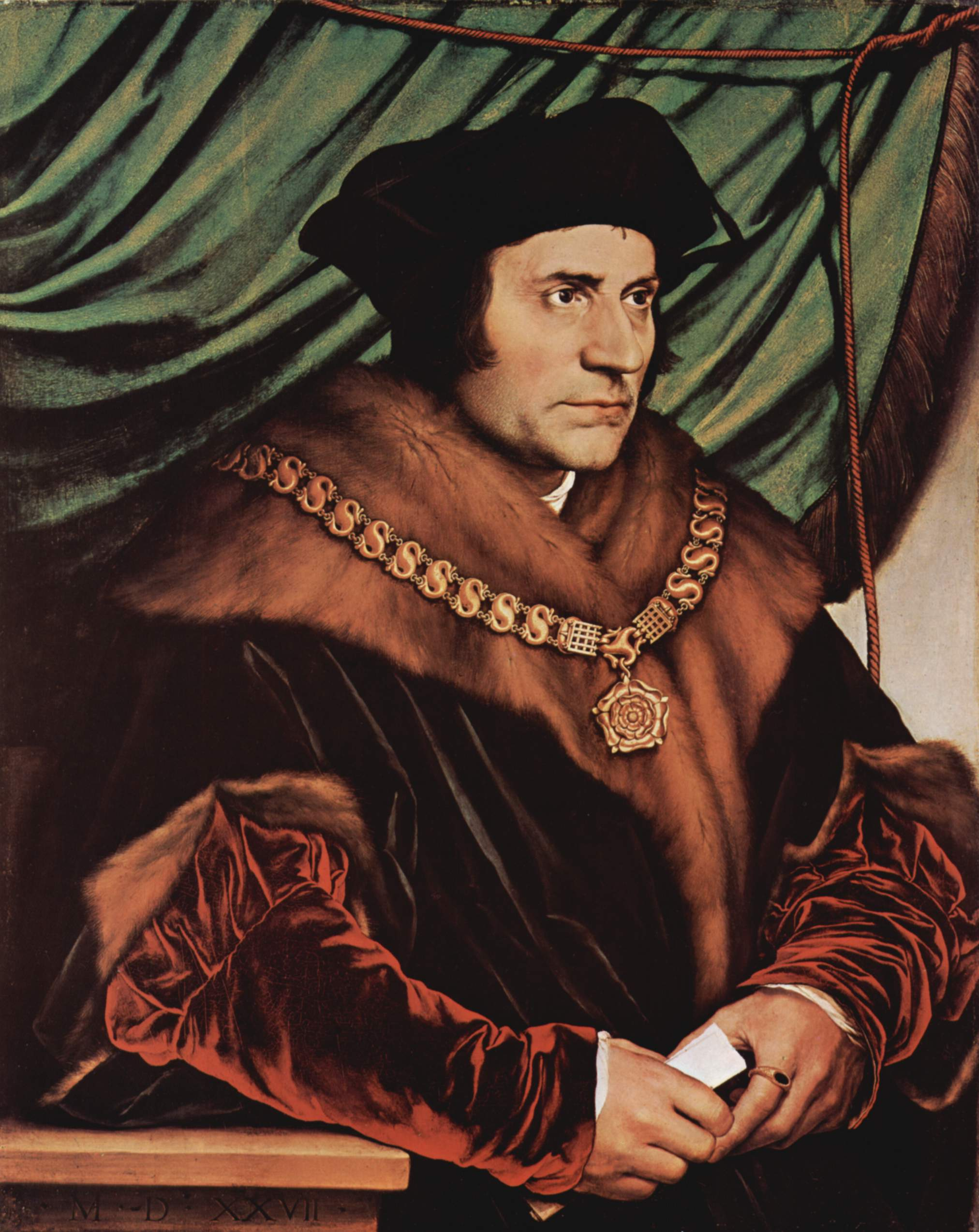
Thomas More (1527)
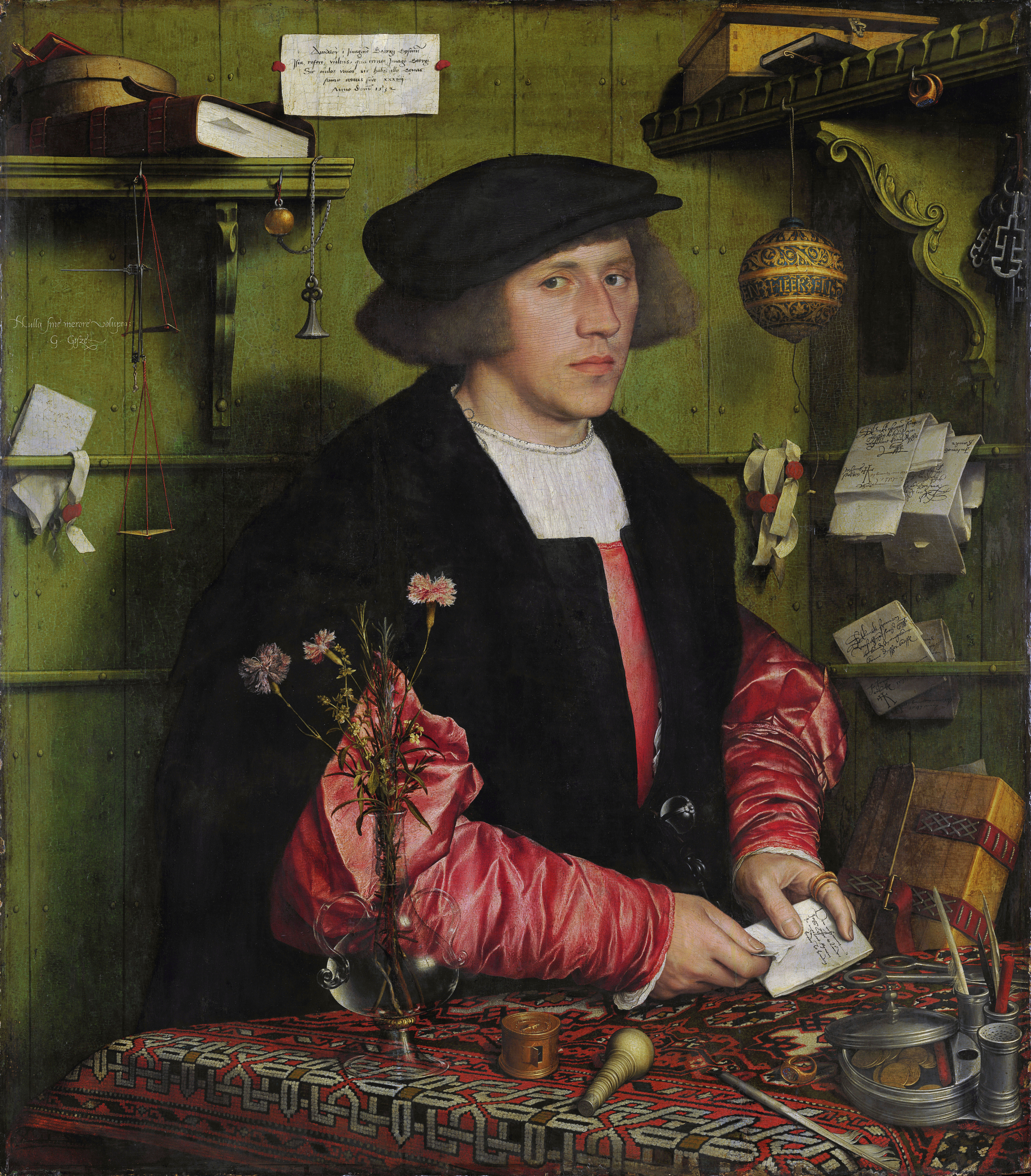
Georg Gisze (1532)
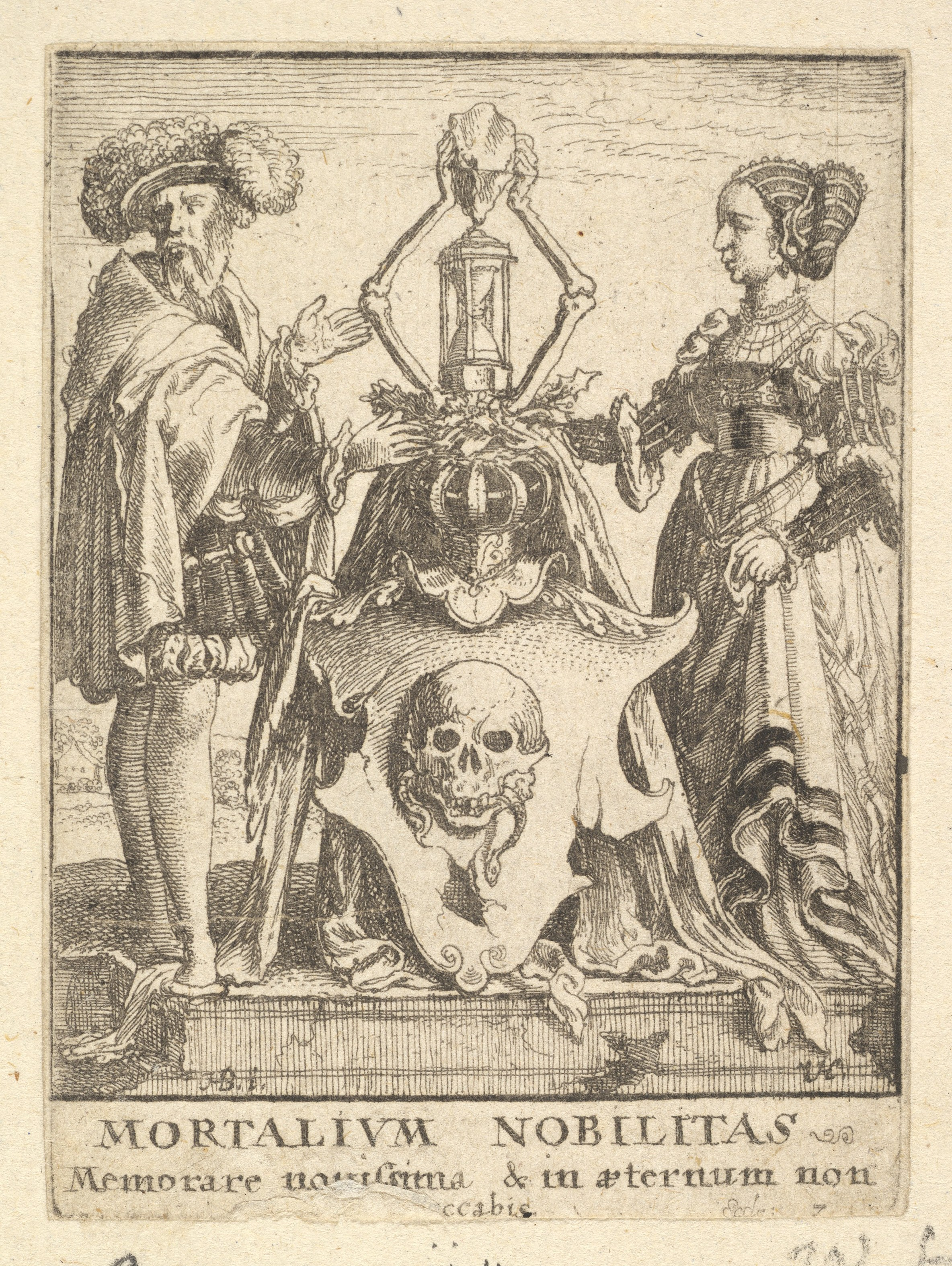
Dödens vapensköld
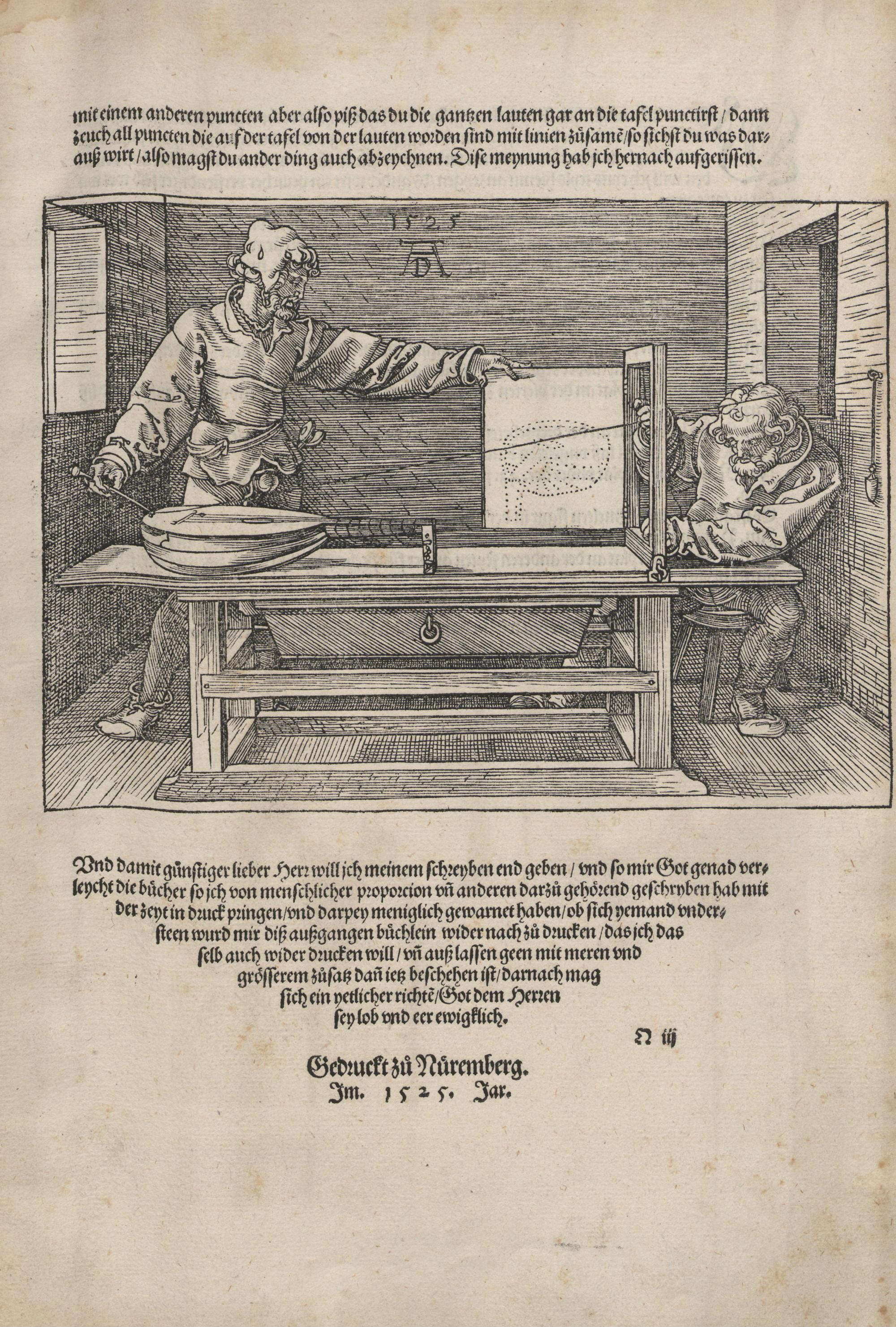
Träsnitt av Albrecht Dürer.

## Tolkningar
Få målningar har lockat så många uttolkare som Ambassadörerna. Tavlan är fylld av symboliskt laddade detaljer som samspelar med eller kontrasterar mot varandra. Den tolkning man gör är beroende av vem man tror varit den viktigaste idégivaren, Holbein, Dinteville eller kanske astronomen Kratzer (John North framhåller Kratzer, se nedan). Man har ofta sett målningen som en allegori över religiösa och politiska motsättningar under reformationstiden. Andra bedömare har tagit fasta på vanitasmotivet, som ett memento mori. Ytterligare andra har varnat för att övertolka tavlan.

### Politisk-religiös tolkning
Jean de Dinteville hade i början av 1533 sänts till London av Frans I för att om möjligt förhindra att England bröt med den katolska kyrkan, eller att åtminstone mildra följderna av en brytning. Dinteville var själv katolik men han var odogmatisk och ville främja samarbete mellan katoliker och protestanter. Selbe beskrivs som en reformvänlig katolsk biskop.
Det finns i tavlan mycket som kan tydas som tecken på splittring och brist: 
- Lutan (24) är en symbol för harmoni, men en sträng har brustit.
- Räkneläran (21) visar ett uppslag som handlar om division, delning.
- Psalmboken (27) mellan de två katolikerna är protestantisk.
- En av flöjterna (28) saknas.
- De olika tidmätarna pekar mot olika tidpunkter.
- Soluret (8) saknar en del.

Jennifer Nelson noterar att målningen i sig är splittrad. Holbein gjorde sannolikt separata skisser av de många föremålen, där varje föremål sågs ur ett eget perspektiv. När han satte samman dem till en helhet valde han att behålla deras olika perspektiv. Liksom målningen innehåller disparata sätt att betrakta verkligheten, var Europa splittrat.

### Vanitas
”Ambassadörerna [framstår] som ett vittnesbörd om livets triumfatoriska men bräckliga välmåga. Målningen strålar av vitalitet, men ändå påminner den oss om motsatsen.” (Reis 2011)
Den politiskt-religiösa tolkningen bygger på Dintevilles och Selbes diplomatiska uppdrag i London. Om man antar att Dinteville lät måla tavlan för att den skulle hänga i hans egendom i Polisy kan man i stället se den som ett uttryck för hans motto, Memento mori, kom ihåg att du är dödlig. Soluren pekar mot tidens oundvikliga fortskridande. De praktfulla och dyrbara kläderna, den eleganta duken m.m. kontrasterar mot det förvrängda kraniet, lutan som saknar en sträng, dess svarta fodral som kan liknas vid en kista och det halvt dolda krucifixet. 

### Vänskap och kärlek
Kate Bomford menar att porträttet främst ville skildra vänskapen mellan Dinteville och Selve. Hon hänvisar till dokument från 1600-talet som framställer dem som ”nära vänner” och hon analyserar målningen. Männen är visserligen mycket elegant klädda men ändå inte strikt formellt, vilket signalerar att deras möte är privat. De är avbildade med detaljer och på ett sätt som brukade användas i porträtt av gifta par, med Dinteville som mannen och Selve som kvinnan, eftersom det inte fanns något etablerat sätt i konsten att skildra vänskap.
Hagi Kenaan går ett steg längre. Han menar att Dinteville och Selve hade en förbjuden kärleksrelation som de många symbolladdade föremålen var ägnade att dölja. Dinteville gifte sig aldrig, liksom naturligtvis inte heller prästen Selve.

### John North
John North gjorde i boken The Ambassadors’ secret (2002) en tolkning som blev kontroversiell. North ville visa att de astronomiska instrumenten inte bara, som ibland antas, är staffage i ett porträtt med stilleben. I stället pekar de mot en särskild tidpunkt, klockan fyra på eftermiddagen den 11 april 1533, långfredagen, exakt 1500 år efter Kristi död på korset. Om man betraktar målningen så att dödskallen framträder, ser man samband mellan olika element i tavlan och blicken leds till krucifixet. Tavlan blir därmed ”egentligen” en meditation över korsfästelsen, döden och frälsningen. Kritiker har menat att Norths förklaring är långsökt och att han kraftigt övertolkar objekt på tavlan. Den 11 april var också den dag kung Henrik skiljde sig från Katarina av Aragonien för att kunna gifta sig med Anne Boleyn och därmed gjorde brytningen med påven till ett faktum.

### Jacques Lacan
Psykoanalytikern Jacques Lacan och franska poststrukturalister som Jean-François Lyotard har använt tavlan för att belysa sina teorier. För Lacan blev den anamorfiskt förvrängda dödskallen på tavlan utgångspunkt för hans teori om blicken som Objet petit a. När kraniet betraktas rakt framifrån är det en fallossymbol, från sidan blir det en dödskalle och slutligen förvandlas det till en ”fälla för för blicken”, när observatören upptäcker att hon betraktar sig själv. Lacan ville klargöra hur vi ser, vad vi ser och vilka vi är när vi ser,